# Ozero Raka
Ozero Raka (ryska: Озеро Рака) är en sjö i Belarus.   Den ligger i voblasten Vitsebsks voblast, i den norra delen av landet, 200 km norr om huvudstaden Minsk. Ozero Raka ligger 128 meter över havet.
Omgivningarna runt Ozero Raka är en mosaik av jordbruksmark och naturlig växtlighet. Runt Ozero Raka är det glesbefolkat, med 16 invånare per kvadratkilometer.